# Генерал-губернаторства в Україні
Генерал-губернаторства в Україні  – адміністративно-територіальні й політичні одиниці Російської імперії, що були запроваджені невдовзі після ліквідації 1796 тотожних їм намісництв, утворених імператрицею Катериною II на основі законодавчого акта "Учреждения для управления губерниями Всероссийской імперії" (1775).

## Історія
На чолі Г.-г. стояв генерал-губернатор, який призначався імператором. Як адміністративні одиниці ліквідовані в 1830-х рр. у внутршніх губерніях Російської імперії, натомість набули значення в етнонаціональних регіонах, відмінності яких не давали змоги управляти ними на основі загально-російського законодавства. 

## Реорганізація
У 1-й половині 19 ст. 9 українських губерній і Бессарабська область (з 1873 – губернія) були включені в три Г.-г.: Малоросійське генерал-губернаторство, Київське генерал-губернаторство, Новоросійське і Бессарабське генерал-губернаторство. Малоросійське Г.-г. існувало 1802–56, до його складу увійшли Чернігівська губернія і Полтавська губернія, а 1835 приєднано Харківську губернію. Київське Г.-г. (Київська губернія, Волинська губернія та Подільська губернія) існувало 1832–1914. Новоросійське і Бессарабське Г.-г. (Катеринославська губернія, Херсонська губернія, Таврійська губернія, Бессарабська область) існувало 1822–74. 

## ХХ століття
1914 на землях Галичини і Буковини, окупованих російськими військами в ході Першої світової війни, створено Галицьке військове генерал-губернаторство (1914–17). 

## Основне призначення
Генерал-губернаторська форма адміністрування була ефективною для підкорення земель етнонаціональних регіонів та їх русифікації. Управління в різних Г.-г. мало відмінності як у порівнянні з управлінням внутрішніми губерніями, так і між собою, але мета в них була одна – поступова ліквідація та уніфікація особливостей приєднаних територій. Кожному генерал-губернаторові верховною владою надавався різний обсяг повноважень залежно від характеру приєднання регіону (добровільного чи насильницького), часу перебування регіону в складі імперії, особливостей політичного і соціально-економічного розвитку, етнічного і конфесійного складу населення, впливу національних рухів. Генерал-губернатор забезпечував політику центру в регіоні шляхом поширення там російської державності, через заміну місцевих порядків і місцевих форм самоуправління загально-російським законодавством і російськими державними установами, інтеграції станів і окремих етнічних угруповань. Контролював поширення там російської культури й мови. 

## Воєнізація
Від 1862 генерал-губернатори призначалися одночасно й начальниками військових округів. Практикувалося також утворення тимчасових Г.-г. Перше таке Г.-г. (створене в зв'язку з польським повстанням 1830–1831) об'єднало Волинську і Подільську губернії з канцелярією в Житомирі (1830–32); друге – Харківську, Чернігівську, Полтавську, Курську, Орловську і Воронезьку губернії з центром у Харкові (1879–82); третє – Бессарабську, Херсонську, Катеринославську і Таврійську губернії з центром в Одесі (1879–89). 1881–82 Одеському генерал-губернаторові підлягали також м. Ростов-на-Дону (нині місто в РФ) з повітом, 4 градоначальства (Одеське, Таганрозьке, Керч-Єнікальське, Севастопольське) і військовий порт Миколаїв. Існували також Г.-г.: 1905–08 – Одеське; 1905–07 – Миколаївське на території Миколаївського і Севастопольського градоначальств, а 1906 сюди приєднано також Херсонський і Дніпровський повіти; 1905–06 – Харківське (охоплювало місто і повіт); 1905–07 Кременчуцьке – з м. Кременчук і його повітом та посадом Крюків (нині в межах м. Кременчук); 1905–07 – Сумське, 1905–07 – Феодосійське. На території Південного гірничо-заводського району Донбасу (повіти Бахмутський, Маріупольський, Слов'яносербський, Таганрог і Таганрозький округ, Область Війська Донського) 1906–07 існувало Г.-г. з центром в м. Юзівка (нині м. Донецьк). Ліквідація Г.-г. свідчила про те, що місцеві губернії в етнонаціональних регіонах повністю прирівнювалися за статусом до інших російських губерній.